# Huta Gogołowska
Huta Gogołowska – wieś w Polsce położona w województwie podkarpackim, w powiecie strzyżowskim, w gminie Frysztak.
| SIMC    | Nazwa   | Rodzaj    |
| ------- | ------- | --------- |
| 0649462 | Hucisko | część wsi |
| 0649479 | Olszyny | część wsi |
| 0649485 | Podlas  | część wsi |
| 0649491 | Poręby  | część wsi |
| 0649500 | Zapotok | część wsi |

W latach 1858–1859 mieszkał tu i pracował jako leśniczy Maciej Stęczyński (1814–1890), znany poeta, podróżnik i rysownik.
W Hucie Gogołowskiej  jest kościół filialny św. Józefa Robotnika należący do rzymskokatolickiej parafii Świętej Katarzyny w Gogołowie.
Miejscowość graniczy ze Stępiną, Gogołowem, Kamienicą Górną i Glinikiem Górnym.
W latach 1975–1998 miejscowość administracyjnie należała do województwa rzeszowskiego.